# Artemisiospiza
Artemisiospiza es un género de aves paseriformes de la familia Passerellidae, conocidos vulgarmente como chingolos, cuyos miembros son originarios de América del Norte.

## Especies
Se reconocen las siguientes:
- Artemisiospiza belli (Cassin, 1850)
- Artemisiospiza nevadensis (Ridgway, 1874)